# Silben
Silbenet (latin: os ethmoidale) är ett oparigt ben i däggdjurskraniet som tillhör både hjärnskålen och ansiktsskelettet. Benet separerar näshålan från hjärnhålan, och är ett av de sju ben som skapar ögonhålan.